# Kostel svatého Ondřeje (Olomouc)
Kostel svatého Ondřeje v Olomouci je římskokatolický chrám, nacházející se v městské části Slavonín.

## Historie
První písemná zmínka o farním kostele pochází z roku 1364, ovšem vzhledem ke gotickému jádru budovy lze usuzovat, že pochází již ze 13. století. Gotická je i boční kaple a sanktusová věž, zatímco nižší hlavní věž je již renesanční. Poslední stavební úpravy proběhly roku 1840. Kostel je památkově chráněn, stejně jako již zrušený přilehlý hřbitov, v jehož ohradní zdi jsou zastavení křížové cesty.